# Dick Peaks
Dick Peaks är en bergstopp i Antarktis. Den ligger i Östantarktis. Australien gör anspråk på området. Toppen på Dick Peaks är 785 meter över havet.
Terrängen runt Dick Peaks är platt, och sluttar brant västerut. Trakten är obefolkad. Det finns inga samhällen i närheten. 